# Suhpalacsa haullevillei
Suhpalacsa haullevillei är en insektsart som beskrevs av Navás 1912. Suhpalacsa haullevillei ingår i släktet Suhpalacsa och familjen fjärilsländor. Inga underarter finns listade i Catalogue of Life.